# Ammospermophilus harrisii
Espèce
Statut de conservation UICN

 LC  : Préoccupation mineure
Répartition géographique
Ammospermophilus harrisii, parfois appelé écureuil-antilope d'Harris, est une espèce de rongeurs de la famille des Sciuridae. Il vit aux États-Unis et au Mexique.

## Liste des sous-espèces
Selon MSW :
- sous-espèce Ammospermophilus harrisii harrisii
- sous-espèce Ammospermophilus harrisii saxicolus